# Daniel Druda
Daniel Druda est un footballeur français né le 23 juin 1939 à Colombelles (Calvados). 

## Biographie
Il est le joueur qui a disputé le plus grand nombre de matchs de première division au football club de Rouen.
Petit gabarit (1,69 m. 72 kg), il est milieu de terrain au FC Rouen et à l'AS Nancy-Lorraine. 
Au total, il dispute 275 en Division 1, 99 matchs en Division 2 et 5 matchs en Coupe de l'UEFA.
Il effectue par la suite une carrière d'entraîneur.

## Carrière de joueur
- 1961-1970 : FC Rouen
- 1970-1972 : AS Nancy-Lorraine
- 1972-1974 : ECAC Chaumont [1]

## Carrière d'entraîneur
- 1974-1975 : ECAC Chaumont
- 1975-1977 : EA Guingamp
- 1977-1979 : FC Rouen